# Dmitrij Konczałowski
Dmitrij Pietrowicz Konczałowski, ros. Дмитрий Петрович Кончаловский (ur. w 1878 r. w Charkowie, zm. w czerwcu 1952 r. w Paryżu) – rosyjski, a następnie radziecki historyk starożytności i wykładowca akademicki, filolog i tłumacz, propagandzista antysowiecki i współpracownik Cerkwi prawosławnej podczas II wojny światowej, emigracyjny naukowiec i pisarz.
W 1902 r. ukończył studia historyczno-filologiczne na uniwersytecie w Moskwie. Kolejne 2 lata spędził na studiach na uniwersytecie w Berlinie. Po powrocie do Rosji zaczął wykładać historię średniowieczną na uniwersytecie moskiewskim. Brał jako ochotnik udział w I wojnie światowej. Od 1918 r. wykładał na uniwersytetach w Moskwie, Mińsku i Smoleńsku. W 1921 r. bolszewicy zakazali mu nauczania. Zamieszkał w Możajsku pod Moskwą, zajmując się tłumaczeniami. W 1923 r. napisał książkę o Hannibalu pt. „Annibał”. W latach 1924–1925 pracował jako redaktor techniczny w państwowym wydawnictwie ZSRR. Od 1929 r. uczył języka niemieckiego i łacińskiego w moskiewskich szkołach wyższych. Po ataku wojsk niemieckich na ZSRR 22 czerwca 1941 r., pozostał na terenach okupowanych. Pod pseudonimem „profesor D. P. Soszalski” podjął pracę dla sztabu operacyjnego Reichsleitera Alfreda Rosenberga w Smoleńsku, prowadząc propagandę antysowiecką i zajmując się tłumaczeniami. W 1942 r. zaangażował się w działalność cerkwi prawosławnej na okupowanych terenach radzieckich. Wszedł w skład grupy inteligentów smoleńskich, zorganizowanych przy soborze Zaśnięcia Matki Bożej, która pod koniec marca 1943 r. została przekształcona w komitet eparchialny ds. oświecenia religijnego. W ramach kursów dla ludności cywilnej prowadził wykłady z historii prawosławia. W lipcu 1944 r. ewakuował się do Niemiec. Zamieszkał w Berlinie, a następnie w Hamburgu. Po zakończeniu wojny przebywał w obozie dla dipisów. W październiku 1947 r. wyjechał do Francji. Uzyskał tytuł doktora Honoris Causa uniwersytetu w Oksfordzie. Publikował do pism uniwersyteckich artykuły o starożytnym Rzymie. W 1969 r. została wydana pośmiertnie jego książka pt. „Puti Rossii: razmyszlenija o russkom narodie, bolszewizmie i sowriemiennoj cywilizacyi”, zaś w 1971 r. „Wospominanija i piśma: ot gumanizma k Christu”. W 1977 r. ukazał się zbiór jego artykułów i prac pt. „Duchowyj mir D. P. Konczałowskogo”.